# Hans Harrer

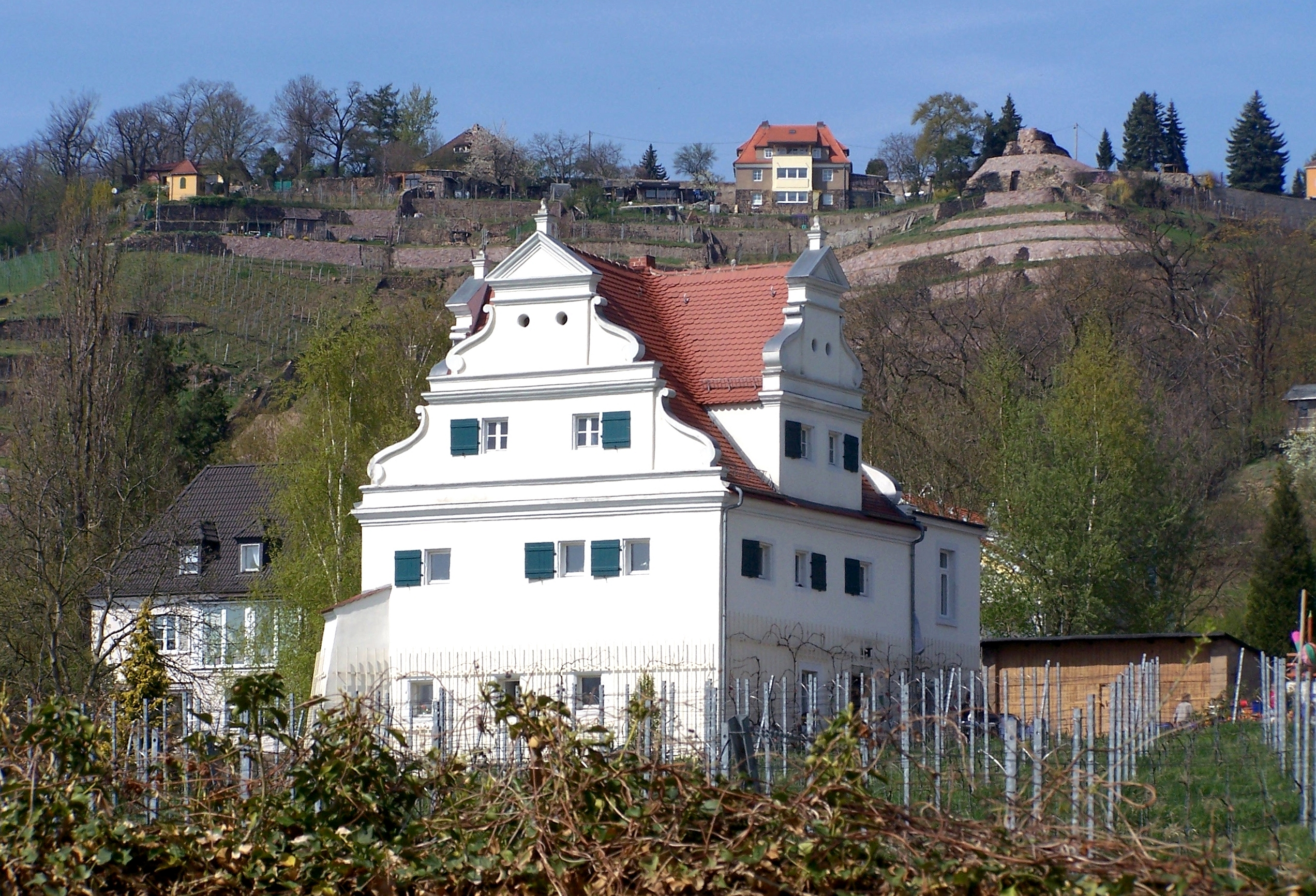
Radebeul Bennoschlößchen

Hans Harrer (* um 1530; † Ende Juni 1580 in Dresden durch Suizid) war kursächsischer Rentkammermeister des Kurfürsten August, Großkaufmann und Industrieller. Er war Grundherr von Wahnsdorf und Erbauer des Bennoschlösschens.

## Leben
Um 1550 trat Harrer in kurfürstliche Dienste. 1557 wird er als Rentkammerdiener erwähnt und im Jahr 1562 wurde er von Kurfürst August als Nachfolger von Andreas Hampel zum Rentkammermeister ernannt. Unter den kurfürstlich-sächsischen Beamten tritt Harrer besonders hervor, da er beinahe drei Jahrzehnte lang das vielverzweigte, verantwortliche und bedeutungsvolle Amt eines Kammermeisters bekleidete und es ihm gelang, einen umfangreichen Staatsschatz anzusparen.
Auch für die heutige Zeit ist Harrer noch von Bedeutung, da während seiner Amtsführung und unter seiner besonderen Mitwirkung das kurfürstliche Rechnungswesen eine völlige Umgestaltung erfuhr. So mussten zum Beispiel alle Ausgaben mit Quittungen, Bekenntnissen, Beweiszetteln und gebührlichen Urkunden belegt werden. Ausleihen von kurfürstlichen Geldern waren ohne ausdrücklichen kurfürstlichen schriftlichen oder mündlichen Befehl nicht gestattet. Nur Handwerkern, die Lieferungen übernommen hatten, durften Vorschüsse gemacht werden, ebenso Beamten, die in kurfürstlichen Angelegenheiten auf Reisen gesandt wurden. Es gab Vorschriften über die Führung der Akten, auf deren Vollständigkeit Kurfürst August größten Wert legte.
Im Jahre 1571 pachtete er das Rittergut Hermsdorf von Christoph von Carlowitz. Dazu kamen auch andere Güter, nicht aus eigenem Antrieb, sondern aus Zahlungsunfähigkeit der Vorbesitzer.
Am 15. November 1575 erhielt er zusammen mit dem Kammersekretär Johann Jenitz ein Privileg zur Herstellung der Farbsubstanz Saflor aus Wismuterz von Schneeberg  – tatsächlich ist der Cobaltanteil des Erzes entscheidend.
Harrer beging im Juni 1580 Suizid, da er sich im Pfefferhandel verspekuliert hatte und nicht nur seinem Dienstherrn einen Verlust bereitet hatte, sondern auch persönlich der Rentkammer 130.000 Gulden schuldete (siehe auch: Konrad Rott). Aus Furcht vor Folter erhängte er sich in der Silberkammer des Dresdner Schlosses. Harrers Nachfolge trat Georg Hermann an, der jedoch bereits im November 1581 starb.

## Familie
Über seine persönlichen Verhältnisse und seine Heimat ist wenig bekannt. Zu seinem älteren gleichnamigen Stiefbruder Hans Harrer d. Ä. († 1570), Lautenist in der kurfürstlichen Kapelle, unterhielt der Kammermeister nähere Beziehungen. Zu seinem jüngeren Bruder Melchior, Gutsherr auf Markersbach, hatte er ein gespanntes Verhältnis.
Harrer war verheiratet mit Barbara Funke (Finck), Tochter von Sebastian Finck (1502–71), Kurfürstlicher Münzmeister auf dem Schneeberg, und Cunigunda Renbald. Mit ihren Brüdern Michael, Anwalt am Reichskammergericht in Speyer, Bastian und Hans Funke (Finck) in Schneeberg im Erzgebirge stand Harrer in vertrautem familiären und geschäftlichen Verkehr.
Zwei Söhne werden genannt: Der ältere, August, trat in das Geschäft seines Verwandten Konrad Rott (Roth) in Augsburg ein, ertrank aber bereits im Todesjahr des Vaters (1580) in Spanien. Der jüngere Sohn Ernst erhielt 1595 die Bürgerrechte in Dresden.